# В лабіринтах смерті
Детектив.Джеймс Гедлі Чейз оприлюднив його 1955 року.Оповідає про бій попередниці ЦРУ ( хоч в багатьох виданнях мова йде про ЦРУ, але події в 1946 році, а ЦРУ утворене 26.7.47 р.) з нацистською організацією в Парижі. Час подій встановлюється з листа на 2-й сторінці Анни Дейль Берту, датованого 7.5.1946 р..Можна визначити як крутий бойовик.Обсяг як книги 69 сторінок (в одному з видань 91 с.). Ще назви: «Безжальний»,

## Персонажі
Посилання на львівське видання.
Беттен Франсуа — товариш Берта по підпіллю 5-12
Брюн — шеф групи викрадачів Мейна 33-5, 36-5н
Гірланд Марк — боєць Дугласа 56-2н
Дейль Анна — бувша підпільниця 3-3,4
Дуглас — 46-3н, полковник ЗР 47-13
Дюкло Жак — 5-8
Елен де Фер — 3-17
Лєсаж Анрі — 8-19н
Лінда — 5-19н
Мейн Берт (Жак, Шкіряна Смерть) — головний герой, капітан 4-17, в отелі Бейн Д.Н. 40-15
Ріхард — боєць Брюна 59-12
Сміт Джеррі — 51-11н, 56-15н
Феррарі Дуг — 67-7н
Фортьє Жермен — 28-16
Франсуа — продавець в магазині 39-4
Фредді — боєць Лєсажа 14-3
Френкі — бородатий здоровило-алкоголік з бару 23-6—8, 25-18
Фріц — боєць Брюна 59-9
Шнейдер (Шнейєр) Карл — агент ЗР з Швейцарії 7-5

## Цікаве
Використовується універсальне відмичка для замків. (розділ 10).
Глушник знижує точність попадання. (р.9)
Застосовується універсальний ключ запалювання. (р.9)
Укол, викликаючий нестримну балакучість. (р.9).

## Видання
Львів. — Союзреклама. ~ 1990 р.(не вказано), 72 с., м.п., 25 тис. екз., без ISBN.